# Skye (nome)
Skye  è un nome proprio di persona inglese femminile.

## Origine e diffusione

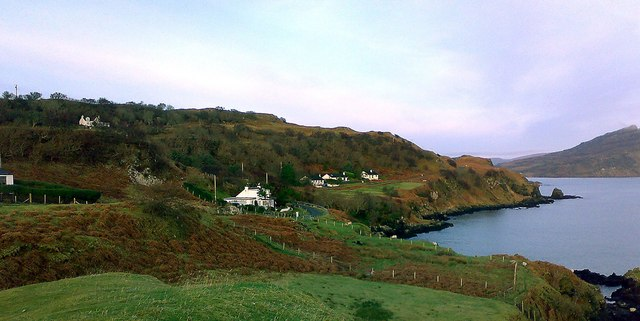
Panorama dell'Isola di Skye

Il nome ha cominciato ad essere usato solo recentemente, nell'inglese moderno.
Riprende il toponimo dell'Isola di Skye, al largo della costa occidentale della Scozia, il cui nome ha un'etimologia controversa e non chiara. In alcuni casi considerato una variante di Sky, altro nome moderno che riprende direttamente il termine indicante il cielo.

## Onomastico
Non esistono sante che portano questo nome, quindi è adespota. L'onomastico può essere festeggiato in occasione di Ognissanti, il 1º novembre.

## Persone
- Skye Edwards, cantante britannica

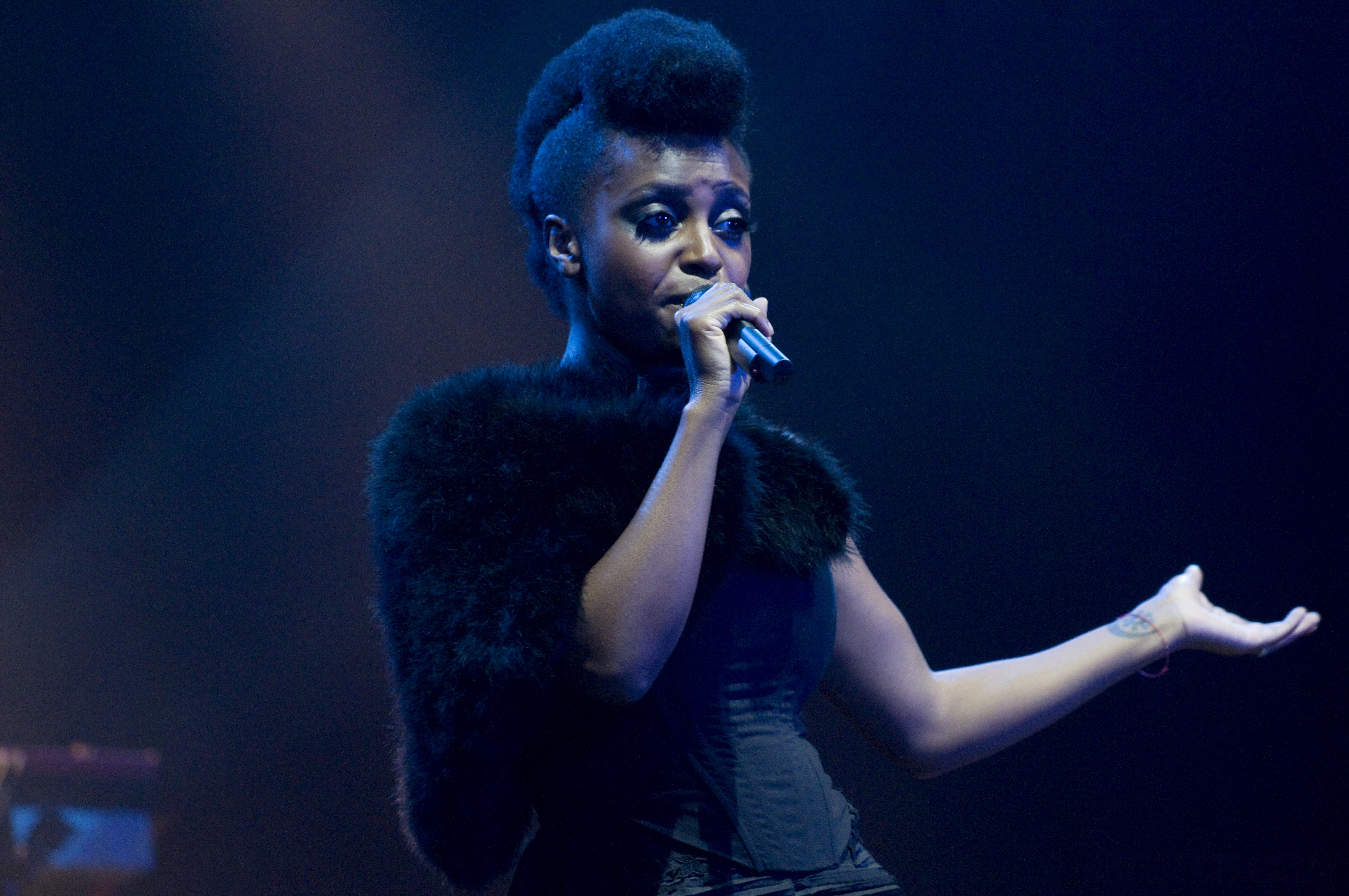
Skye Edwards

- Skye McCole Bartusiak, attrice statunitense
- Skye Stracke, modella australiana
- Skye Sweetnam, cantante canadese